# NGC 2856
NGC 2856 este o galaxie spirală situată în constelația Ursa Mare. A fost descoperită în 9 martie 1788 de către William Herschel. Se află la o distanță de 40,4 de megaparseci de Pământ.